# Pseudoacanthocereus brasiliensis
Pseudoacanthocereus brasiliensis är en kaktusväxtart som först beskrevs av Nathaniel Lord Britton och Joseph Nelson Rose, och fick sitt nu gällande namn av Friedrich Ritter. Pseudoacanthocereus brasiliensis ingår i släktet Pseudoacanthocereus och familjen kaktusväxter. Inga underarter finns listade i Catalogue of Life.